# Bert Migchels
Berend (Bert) Migchels (Holte, 30 april 1942 – 23 oktober 2017) was een Nederlands politicus van het CDA.
Rond 1969 werd hij boer en na de verkiezingen van 1974 kwam de in Onstwedde wonende Migchels in de gemeenteraad van Stadskanaal voor de 'Christelijke Groep' (ARP-CHU-KVP). Zelf behoorde hij tot de CHU-tak van deze lokale voorloper op het later gevormde CDA. Van 1976 tot 1990 was hij in Stadskanaal wethouder en in dat laatste jaar werd Migchels burgemeester van Schoonebeek. In februari 1997 volgde zijn benoeming tot waarnemend burgemeester van de toenmalige Overijsselse gemeente Bathmen. Na daar in december 2000 afscheid te hebben genomen ging Migchels vervroegd met pensioen en keerde hij terug naar Onstwedde.
Verder was hij lange tijd, ook al tijdens zijn burgemeesterschappen, betrokken bij hulpprojecten in Oost-Europa zoals in Roemenië. In 2017 overleed hij op 75-jarige leeftijd.